# Refugi de Perafita
El refugi de Perafita és un refugi de muntanya de la Parròquia d'Escaldes-Engordany (Andorra) a 2.200 m d'altitud i situat a l'esquerra del riu de Perafita.

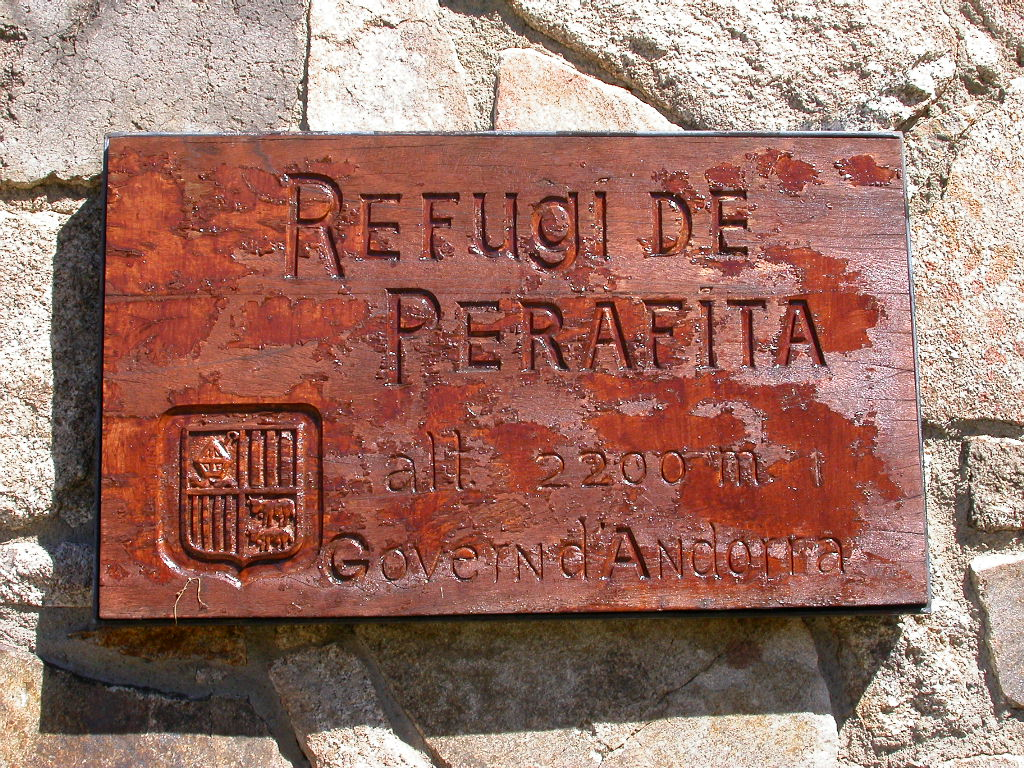
Placa identificativa a l'exterior.